# Cyberpunk (novela)
Cyberpunk es un cuento de ciencia ficción  y una novela escrita por el autor estadounidense Bruce Bethke en 1980, publicado en noviembre de 1983 en la revista Amazing Stories, y como novela en formato en línea. Es famoso por haber acuñado el término "cyberpunk", que describe el subgénero centrado en el uso rebelde de la tecnología bajo el arquetipo de ciencia ficción.

## Historia
En la primavera de 1980, Bethke estaba escribiendo una historia sobre niños que vivían inmersos en una sociedad puramente tecnológica, con su propia cultura, dispar a la de la sociedad dominante tal como aparecía en ese momento. Describe el proceso de creación del neologismo así:

¿Cómo creé realmente la palabra? Supongo que de la forma en la que nace cualquier palabra nueva: a través de la síntesis. Cogí un puñado de raíces (cibernético, tecno, y demás) y las mezclé con un montón de términos para la juventud socialmente mal dirigida, y probé varias combinaciones hasta que una simplemente sonó bien.
Bruce Bethke

La historia fue impresa tres años  más tarde en la revista Amazing Stories, la primera revista centrada en ciencia ficción. El impacto de la historia fue lo suficientemente grande como para que, un año después de la publicación de la novela Neuromante de William Gibson, el término comenzara a referirse al género que vinculaba como "cyberpunk", en parte debido a su uso repetido por parte del escritor y editor Gardner Dozois en la prensa escrita, inicialmente en un artículo del periódico The Washington Post titulado 'Science Fiction in the Eighties' (La ciencia ficción en los años ochenta).

## Sinopsis
A través del uso intensivo de la técnica literaria del texto expositivo (utilizada por primera vez por Robert A. Heinlein) el lector aprende que el personaje llamado "Mikey" es un virtuoso informático competente y problemático, esencialmente un "hacker", aunque este término no se utiliza en la historia. Pasa el tiempo con amigos que causan problemas en línea, se encuentra con entrometimientos de sus padres y utiliza sus habilidades para eludir su voluntad. En la versión novelada, que incorpora una secuela de serie de cuentos, ésta pasa por varias fases diferentes.

## Novela
Cyberpunk fue escrito originalmente como una serie de historias cortas en la década de los 80. Bethke comenta: "Después de vender la historia original en 1982, continué trabajando en el ciclo de cuentos, publicando trozos y piezas aquí y allá a lo largo de la década de los 90. En el 89 junté los trozos principales en la forma áspera de una novela, y para mi sorpresa y deleite la vendí a un editor que más tarde recuperó la cordura y decidió no publicarla".[cita requerida] Esta novela fue comprada por un editor a través de un contrato exclusivo que prohibía a Bethke venderla a otro editor. Sin embargo, el editor decidió no publicar la novela, causando varios años de batallas legales sobre los derechos del libro.[cita requerida] Bethke tiene una versión descargable de la novela disponible por cinco dólares (shareware) en su sitio web.
Cuándo Lynne Jamneck le preguntó durante una entrevista en Strange Horizons en 2005 sobre la razón por la que su editor adquirió el libro pero nunca lo imprimió, Bethke respondió que  fue porque  se había negado a cambiar el final:

Lo que el editor quería que escribiera era un final de "Frazetta"; ya sabes, el héroe, en el centro del escenario, con un arma poderosa en sus manos, un bebé medio desnudo a sus pies, y los cadáveres manchados de sangre de sus muchos enemigos apilados por todas partes.
Bruce Bethke

Bethke argumentó para no cambiarlo que esta escena del final habría tenido lugar en una secuela. Concluyó que el libro podría haberse vendido mejor de esa manera, pero que "las ventas no lo son todo".